# Vukosavljevica
Vukosavljevica is een plaats in de gemeente Špišić Bukovica in de Kroatische provincie Virovitica-Podravina. De plaats telt 725 inwoners (2001).